# Константиново (Сонковский район)
Константиново — деревня в Сонковском районе Тверской области, входит в состав Григорковского сельского поселения.

## География
Деревня находится в 1 км на юг от центра поселения деревни Григорково и в 7 км на юго-восток от районного центра Сонково.

## История
В конце XIX — начале XX века деревня являлась центром Константиновской волости Кашинского уезда Тверской губернии. 
С 1929 года деревня являлась центром Константиновского сельсовета Сонковского района Бежецкого округа Московской области, с 1935 года — в составе Калининской области, с 1994 года — в составе Григорковского сельского округа, с 2005 года — в составе Григорковского сельского поселения.

## Население
| 1859 | 1889 | 2002 | 2010 |
| ---- | ---- | ---- | ---- |
| 199  | ↗277 | ↘16  | ↘9   |